# Car2go
car2go es una filial de Daimler AG que proporciona servicios de alquiler de coches en ciudades de Europa, Norteamérica y Chongqing, China.
El servicio de alquiler está descentralizado. El usuario utiliza una aplicación de teléfono inteligente para localizar el coche más cercano y podrá desbloquear la puerta del coche desde la propia aplicación o con una tarjeta de socio. También es posible reservar el vehículo durante un periodo de 20 minutos sin que este tiempo cuente como alquiler.
Ofrece vehículos Smart Fortwo "car2go edition" y Mercedes Benz Clase A, B, GLA y CLA. El alquiler se hace punto a punto y se paga por los minutos usados. Cada ciudad tiene un precio por minuto de alquiler diferente y un usuario registrado podrá utilizar cualquier vehículo car2go del mundo.

## Historia

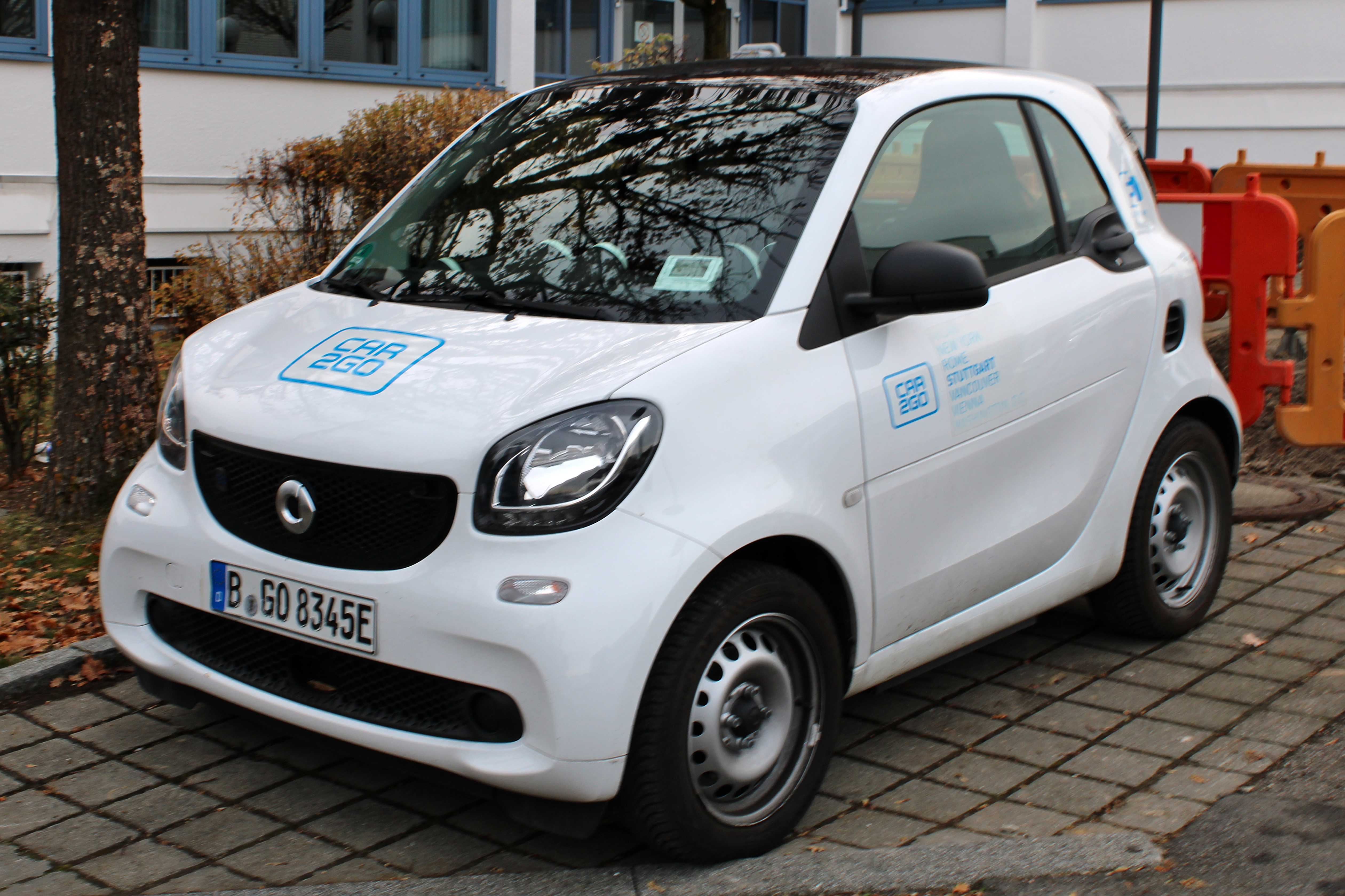
Smart eléctrico de car2go en Stuttgart

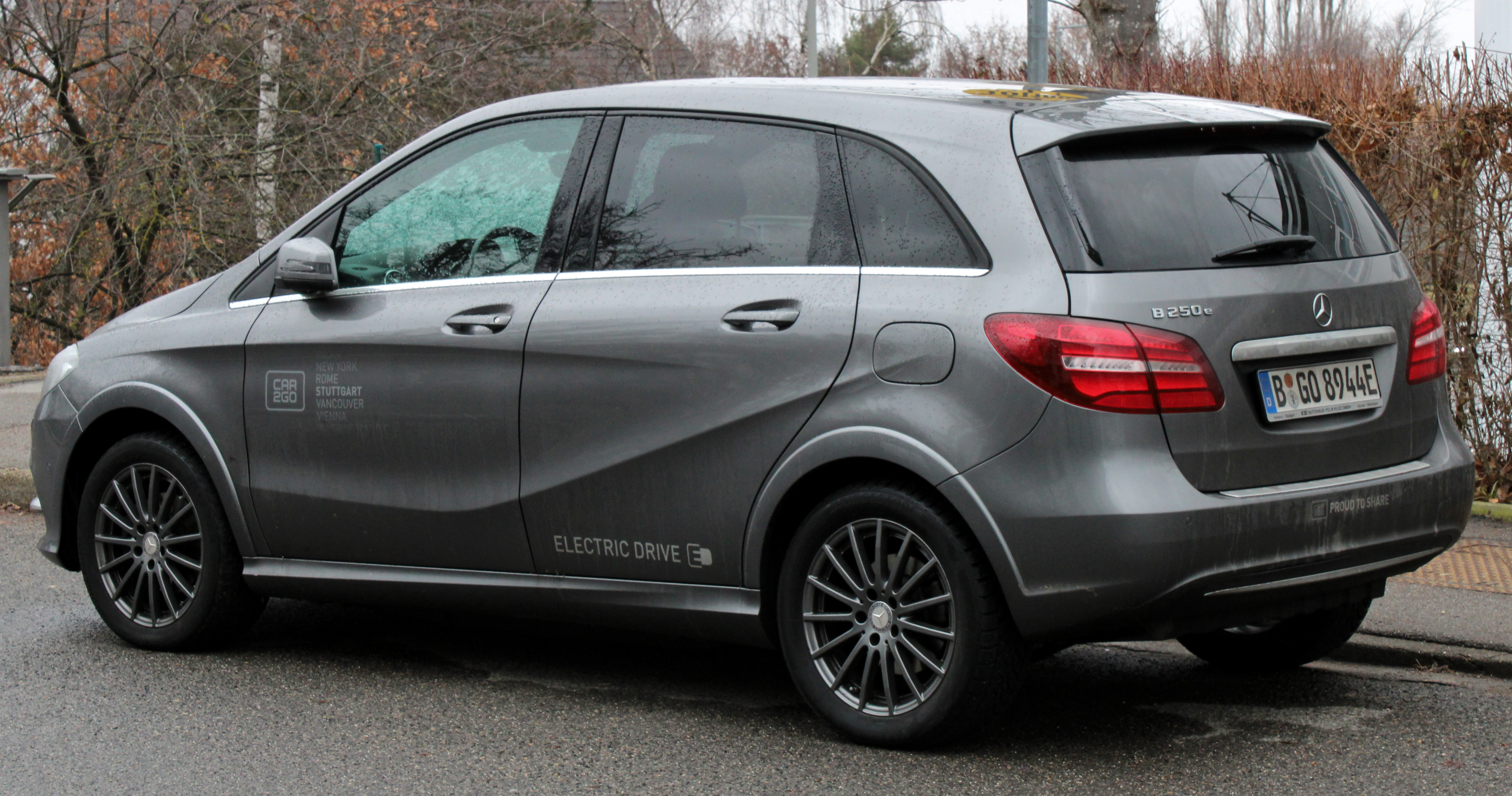
Mercedes-Benz Clase B Electric Drive de car2go en Stuttgart

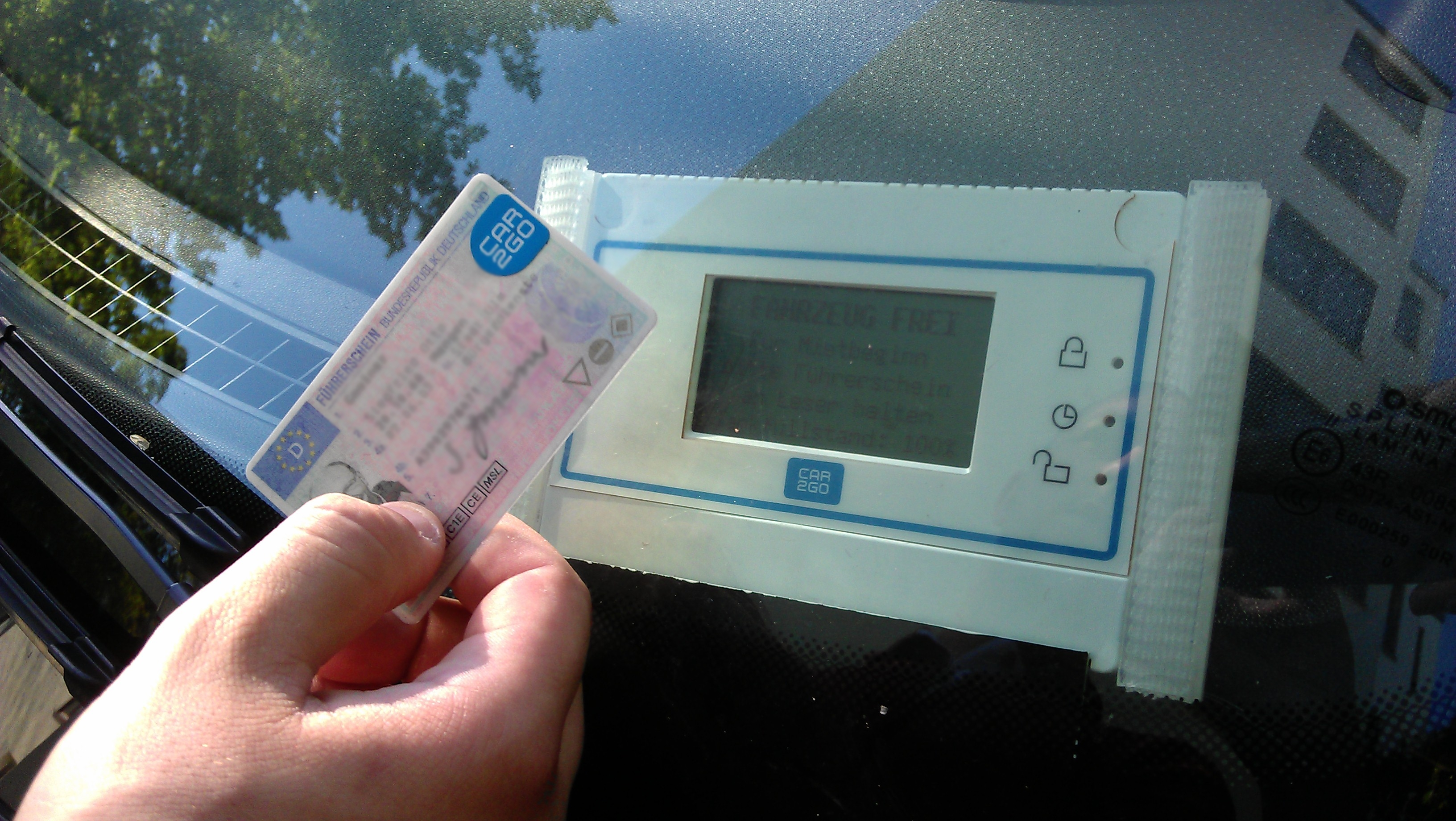
Tarjeta de car2go que permite acceder al vehículo

En el Departamento de Innovación de Negocio (Business Innovation department) en Daimler Jerome Guillen desarrolló el sistema car2go de alquiler de vehículos con las siguientes características:
- No precisa reserva previa
- Se puede alquilar desde minutos a días
- Se puede dejar el vehículo aparcado en cualquier plaza de aparcamiento legal

El sistema se creó en febrero de 2008. Se lanzó un proyecto piloto en octubre de 2008 para empleados de Daimler y en marzo de 2009 funcionaba para el público en la ciudad de Ulm.
El sistema car2go comenzó con 200 Smart Fortwo en la ciudad alemana de Ulm (120 000 habitantes) y 300 Smart en Austin (750 000 habitantes), Texas, Estados Unidos. Los usuarios alquilan el coche cuando les apetece, lo usan el tiempo que desean y lo abandonan donde les resulta más cómodo dentro de la zona de operaciones del sistema. Los usuarios pueden repostar y ganar minutos de uso gratis en su cuenta.
El sistema se basa en un sofisticado software que empareja coches con conductores sin saber con antelación todos los detalles del alquiler.
Permite reducir la contaminación en las ciudades y mejorar la movilidad de los usuarios.

## Ciudades

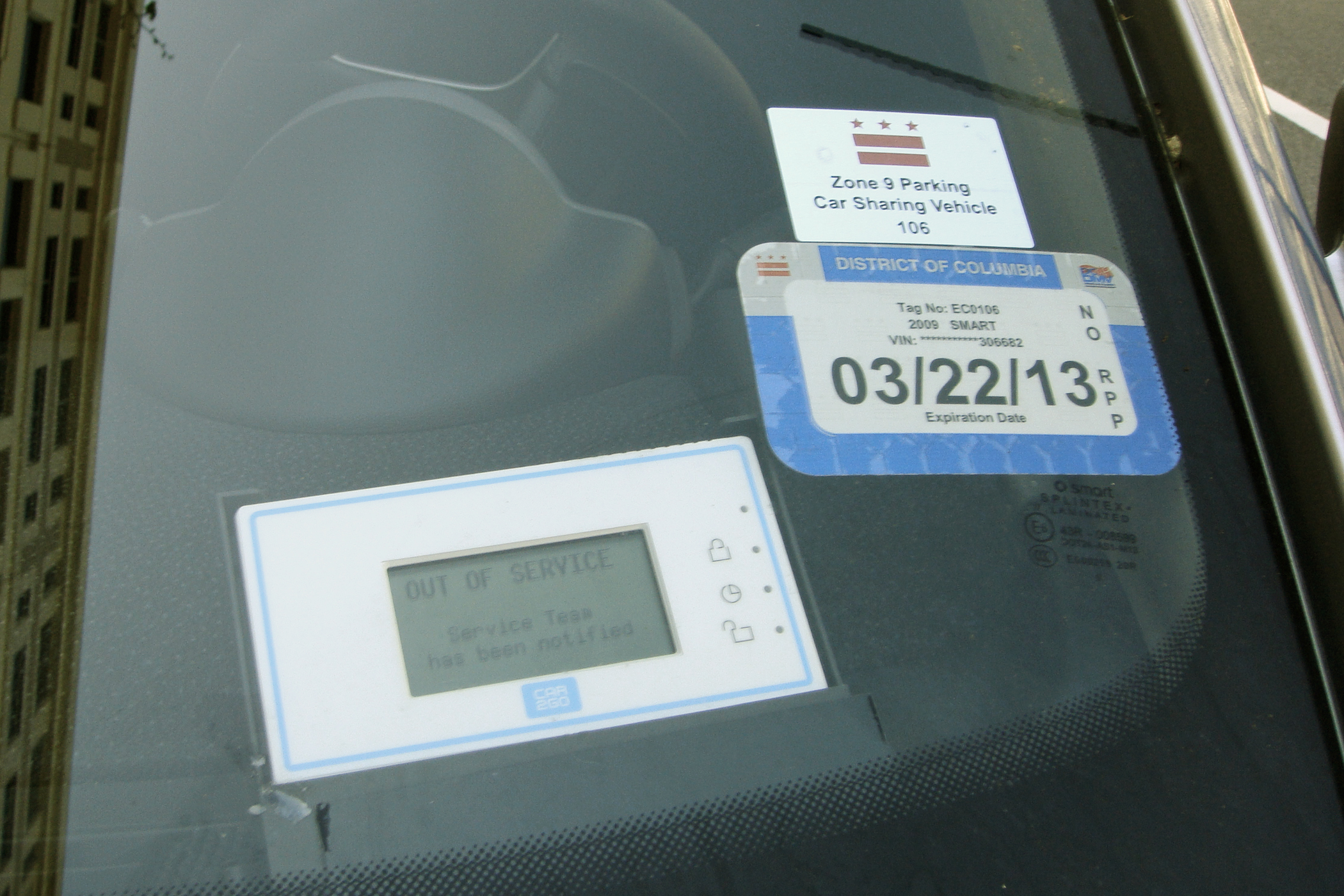
Dispositivo que permite desbloquear el vehículo

En marzo de 2015, car2go operaba con 13 000 vehículos, en 29 ciudades de 8 países con más de 1 000 000 clientes.

### Actualmente
| Ciudad           | País           | Vehículos | Tipo                 | Fecha inicio            | Ref.                 |
| ---------------- | -------------- | --------- | -------------------- | ----------------------- | -------------------- |
| Austin           | Estados Unidos | 300       | Gasolina & Eléctrico | 1 de mayo de 2010       | [ 8 ]                |
| Düsseldorf       | Alemania       | 300       | Gasolina             | 1 de febrero de 2011    | [ 9 ]                |
| Hamburgo         | Alemania       | 700       | Gasolina             | 1 de abril de 2011      | [ 10 ]               |
| Vancouver        | Canadá         | 500       | Gasolina & Eléctrico | 1 de junio de 2011      | [ 11 ] [ 12 ] [ 13 ] |
| San Diego        | Estados Unidos | 300       | Eléctrico            | 1 de noviembre de 2011  | [ 14 ]               |
| Ámsterdam        | Holanda        | 300       | Eléctrico            | 1 de noviembre de 2011  | [ 15 ]               |
| Viena            | Austria        | 600       | Gasolina             | 1 de diciembre de 2011  | [ 16 ]               |
| Washington D. C. | Estados Unidos | 350       | Gasolina             | 1 de marzo de 2012      | [ 17 ]               |
| Portland, Oregón | Estados Unidos | 250       | Gasolina & Eléctrico | 1 de marzo de 2012      | [ 18 ]               |
| Berlín           | Alemania       | 1 200     | Gasolina             | 1 de abril de 2012      | [ 19 ]               |
| Toronto          | Canadá         | 375       | Gasolina             | 1 de junio de 2012      | [ 20 ]               |
| Calgary          | Canadá         | 400       | Gasolina             | 1 de julio de 2012      | [ 21 ]               |
| Miami            | Estados Unidos | 240       | Gasolina             | 1 de julio de 2012      | [ 22 ]               |
| Colonia          | Alemania       | 350       | Gasolina             | 1 de septiembre de 2012 | [ 23 ]               |
| Stuttgart        | Alemania       | 300       | Eléctrico            | 1 de noviembre de 2012  | [ 24 ]               |
| Seattle          | Estados Unidos | 430       | Gasolina             | 1 de diciembre de 2012  | [ 25 ]               |
| Minneapolis      | Estados Unidos | 300       | Gasolina             | 1 de septiembre de 2013 | [ 26 ]               |
| Columbus         | Estados Unidos | 200       | Gasolina             | ---                     |                      |
| Denver           | Estados Unidos | 300       | Gasolina             | 1 de junio de 2013      | [ 27 ]               |
| Múnich           | Alemania       | 300       | Gasolina             | 1 de junio de 2013      | [ 10 ]               |
| Milán            | Italia         | 450       | Gasolina             | 1 de agosto de 2013     | [ 28 ]               |
| Madrid           | España         | 500       | Eléctrico            | 11 de noviembre de 2015 | [ 29 ]               |
| Prato            | Italia         | 35        | Gasolina             | 24 de noviembre de 2015 | [ 30 ]               |

### Anteriormente
| Ciudad                 | País           | Vehículos | Tipo                 | Fecha inicio           | Fecha fin         | Ref.                        |
| ---------------------- | -------------- | --------- | -------------------- | ---------------------- | ----------------- | --------------------------- |
| Lyon                   | Francia        | ---       | Gasolina             | 1 de febrero de 2012   | junio de 2012     | [ 31 ] [ 32 ]               |
| Londres                | Reino Unido    | 500       | Gasolina             | 1 de diciembre de 2012 | mayo de 2014      | [ 33 ] [ 34 ]               |
| Birmingham             | Reino Unido    | 250       | Gasolina             | 1 de mayo de 2013      | mayo de 2014      | [ 35 ] [ 36 ]               |
| Ulm                    | Alemania       | 300       | Gasolina & Eléctrico | 1 de octubre de 2008   | diciembre de 2014 | [ 37 ] [ 38 ] [ 39 ] [ 40 ] |
| South Bay, Los Ángeles | Estados Unidos | 350       | Gasolina             | junio de 2014          | junio de 2015     | [ 41 ]                      |
| Eugene, Oregón         | Estados Unidos | ---       | ---                  | octubre de 2014        | junio de 2015     | [ 42 ]                      |

## Modelo de negocio
El modelo de negocio es similar en todos los mercados pero las tarifas varían según la ciudad. Se tarifa por minutos, sin cuota anual en Madrid y la mayoría de ciudades. Hay unos precios máximos por hora y por día.
Las tarifas cubren el alquiler, seguro, combustible, mantenimiento y aparcamiento en zonas autorizadas. En la mayoría de los mercados los coches se pueden dejar aparcados en zonas de aparcamiento normales con un permiso especial del ayuntamiento de la ciudad.

## Vehículos
Dispone de coches:

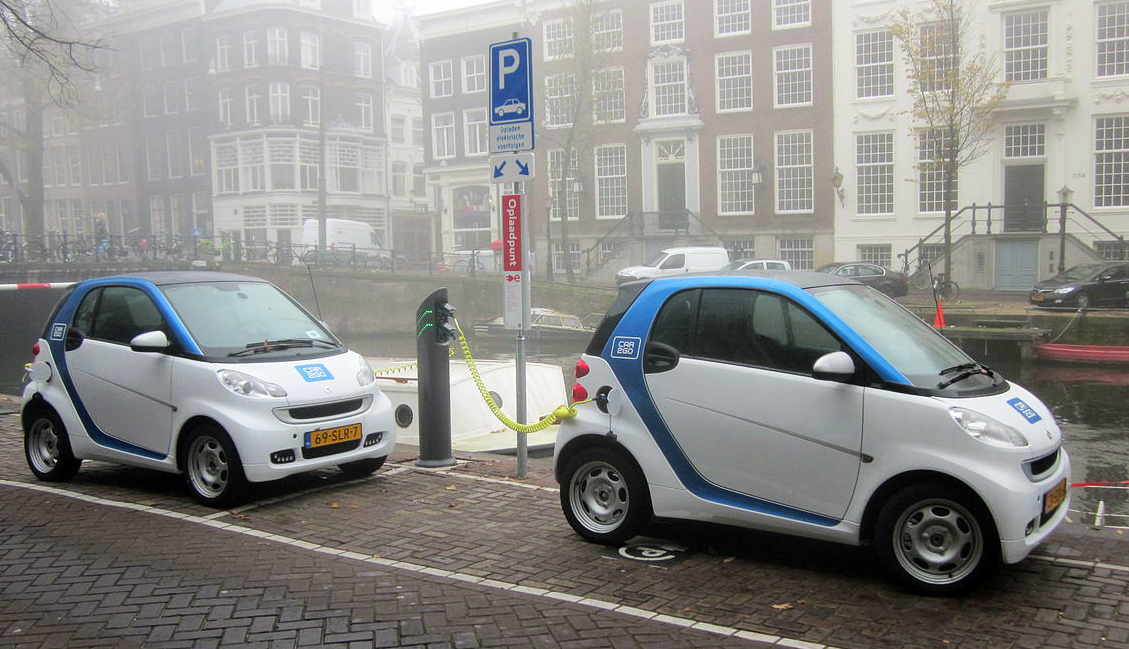
Dos coches eléctricos de car2go cargando en Ámsterdam.

- Smart Fortwo modelos 451 y 453 "car2go edition" de gasolina.
- Smart Fortwo Electric Drive modelos 451 y 453 eléctricos con una autonomía de 84 millas (135 km)[4]
- Smart Forfour modelo 453. Eléctrico y 4 plazas de capacidad.
- Mercedes-Benz Clase A
- Mercedes-Benz Clase B
- Mercedes-Benz Clase GLA
- Mercedes-Benz Clase CLA

## Aplicaciones para teléfono inteligente (apps)
Varias aplicaciones para teléfonos inteligentes smartphones permiten localizar y reservar vehículos con 20 minutos de antelación. También muestran el nivel de combustible o de carga eléctrica. Disponen de navegador para guiar al usuario hasta el coche seleccionado. Muestran los posibles aparcamientos en el mapa.